# الحرب الصربية البلغارية
الحرب الصربية البلغارية هي الحرب التي اندلعت بين مملكة صربيا وإمارة بلغاريا في 14 نوفمبر (2 نوفمبر حسب التقويم القديم) عام 1885 واستمرت حتى 28 نوفمبر (16 نوفمبر حسب التقويم القديم) من عام 1885. بادرت صربيا بافتعال الحرب لكنها هُزمت على نحو حاسم. طالبت النمسا من بلغاريا أن توقف اجتياحها ونتج عن ذلك هدنة. وُقّعت معاهدة السلام النهائية في 3 مارس (19 فبراير حسب التقويم القديم) من عام 1886 في بوخارست. لم يطرأ تغيير على الحدود القديمة. ونتيجة للحرب، اعترفت القوى الأوروبية بقرار توحيد بلغاريا الذي حدث في 18 سبتمبر (6 سبتمبر حسب التقويم القديم) من عام 1885.

## الخلفية
في 18 سبتمبر (6 سبتمبر حسب التقويم القديم) عام 1885، أعلنت بلغاريا ومقاطعة «روميليا الشرقية» العثمانية شبه المستقلة اتحادهما في مدينة بلوفديف. كانت روميليا الشرقية التي يسيطر العرق البلغاري على تعداد سكانها، مقاطعة أحدثها البرلمان في برلين قبل سبع سنين مضت. حدث ضد إرادة القوى العظمى ومن ضمنها روسيا. كانت الإمبراطورية النمساوية الهنغارية توسع نفوذها في شبه جزيرة البلقان وعورضت بشكل خاص. خشيت صربيا الجارة الغربية لبلغاريا أيضا أن ذلك سيضعف مركزها في البلقان. إضافة إلى ذلك، كان حاكم صربيا ميلان الأول (1868-1889) منزعجًا من أن قادة المعارضة الصربية الموالية لروسيا أمثال نيكولا باسيك، (الذي أشعل تمرد تيموك) قد التجؤوا إلى بلغاريا بعد قمع التمرد من قبل الجيش الصربي.
اندلعت احتجاجات ضخمة في اليونان بعد إعلان الوحدة خوفًا من تأسيس دولة بلغارية أكبر في البلقان، تدعو الحكومة اليونانية لإعلان الحرب على بلغاريا. عرضت صربيا على اليونان القيام بتحرك عسكري مشترك ضد بلغاريا لكن اليونان رفضت.
مخدوعًا بوعود الدولة النمساوية الهنغارية للدعم والمكاسب الإقليمية (لقاء تنازلات في دول البلقان الغربية)، أعلن ميلان الأول الحرب على بلغاريا في 14 نوفمبر (2 نوفمبر حسب التقويم القديم) عام 1885. اعتمدت الاستراتيجية العسكرية بشكل كبير على المفاجأة، فكانت بلغاريا تتوقع هجومًا من الإمبراطورية العثمانية ونقلت جيوشها إلى قرب الحدود التركية باتجاه الجنوب الشرقي.
كانت ذريعة الحرب نزاعًا صغيرًا بخصوص الحدود، عُرف بنزاع بريغوفو. غيّر نهر تيموك (الذي شكل جزءًا من الحدود بين البلدين) مساره بشكل طفيف على مر السنين. ونتيجة لذلك، أصبح مسكن حرس الحدود الصربي الواقع قرب قرية بريغوفو على الضفة البلغارية من النهر. بعد عدد من المطالب المرفوضة من بلغاريا لإخلاء مسكن الحرس، طردت بلغاريا القوات الصربية بالقوة.
لم يتدخل العثمانيون وتوقف تقدم الجيش الصربي بعد معركة سليفنيتسا. تحرك القسم الرئيسي من الجيش البلغاري من الحدود العثمانية في الجنوب الشرقي إلى الحدود الصربية في الشمال الغربي للدفاع عن العاصمة صوفيا. بعد المعارك الدفاعية في سليفنيتسا وفيدين (نظمت دفاعات الأخيرة من قبل أتاناس أوزونوف)، بدأت بلغاريا عملية هجومية استولت بها على مدينة بيروت (بالإنجليزية: Pirot). عند هذه النقطة، تدخلت الإمبراطورية النمساوية الهنغارية مُهدِّدةً بالدخول في الحرب إلى جانب صربيا إذا لم تسحب بلغاريا جيوشها.
لم تحدث أي تغيرات تقسيمية لأي من الدولتين، ولكن اعترفت القوى العظمى بالتوحيد البلغاري. لكن رغم ذلك، عانت علاقة الثقة والصداقة بين صربيا وبلغاريا التي بنيت خلال صراعهما الطويل المشترك ضد الحكم العثماني، من ضرر غير قابل للإصلاح.

## الجيش الصربي
تخطى سلاح مشاة الجيش الصربي معظم المقاييس المعاصرة لذلك الوقت (بنادق موزير- مايلوفانوفيك (Mauser-Milovanović) ذات الطلقة الواحدة والخصائص القذفية الممتازة)، لكن المدفعية كانت مجهزة بشكل سيء، وما تزال تستخدم مدافع ذات التلقيم عبر الفوهة من نظام «لا هيت» (La Hitte). طُلِبت مدافع ذات التلقيم من المؤخرة من نظام دو بانغ ودُفِع ثمنها، لكنها لم تصل إلى صربيا حتى عام 1886. كان العدد الكلي للقوات الصربية المتوقَّع أن تشارك في العمليات العسكرية نحو 60,000. قسّم الملك ميلان الأول قواته إلى جيشين، جيش نيشافا وجيش تيموك. تولّى الأول المهمة الرئيسية وهي التغلب على الدفاعات البلغارية على امتداد الحدود الغربية، واجتياح صوفيا والتقدم باتجاه مرتفعات اهتمان. كان من المفترض أن يلاقي الجيش هناك القوات البلغارية القادمة من الجنوب الغربي ويسحقها. نظريًا، كانت نقاط القوة الأساسية لدى صربيا هي الأسلحة الصغيرة الأفضل والقادة ذوي المعرفة العالية والجنود، الذين اكتسبوا قدرًا كبيرًا من الخبرة في الحربين الأخيرتين ضد الإمبراطورية العثمانية.
رغم ذلك، فإن المشاكل الداخلية في صربيا إضافةً إلى قيادة الملك ميلان للحرب، أضعفت معظم هذه الميزات: من أجل الاستحواذ على كامل مجد النصر الذي عدَّه قريب المنال، لم يتصل الملك ميلان بقادة الحروب السابقة الأكثر شهرة (الجنرال جوفان بيليماركوفيك، الجنرال دورا هورفاتوفيك والجنرال ميلوجكو ليسجانين) لكي يقودوا الجيش. بدلًا من ذلك، قام بتعيين نفسه قائدًا وأعطى معظم التقسيمات القيادية لضباط مختارين بسبب ولائهم بشكل أساسي وليس لتاريخهم الحربي مثل بيتار توبالوفيك من قسم مورافا الذي قاد سابقًا الجيوش التي قمعت تمرد تيموك المنظمة عسكريًا بشكل سيء.
علاوةً على ذلك، وبسبب التقليل من قدرة الجيش البلغاري والخوف من التمردات الرافضة للحرب (فقد خاضت البلاد تجربة تمرد تيموك قبل ذلك بسنتين)، أصدر الملك أمر استنفار الصف الأول من المشاة فقط (مجندين تحت عمر الثلاثين)، ما يعني استنفار ما يقارب نصف القوة البشرية المتاحة فقط في الجيش الصربي. حُرِم الجيش الصربي جراء ذلك من محاربيه المتمرسين في الحروب السابقة ضد الإمبراطورية العثمانية.
وعلى الرغم من كون البنادق المعاصرة بين الأفضل من نوعها في أوروبا في ذلك الوقت، ولكن كان ما يزال هناك مشاكل تخصها: فقد أُدخِلت إلى الجيش قبل سنتين فقط من اندلاع الحرب، ونتيجة لذلك لم يكن العديد من الجنود مُدرَّبين بشكل جيد على استخدامها. والأهم من ذلك، كثيرًا ما أضلّت القدرات النظرية للبنادق ضباط الجيش الصربي، الذين كانت تنقصهم الخبرة في استخدامها فأمروا بإطلاق النار من مسافة نصف ميل أو أكثر، ما هدر الذخائر الثمينة على نتائج لا تُذكَر. وأيضًا بُنيت أعداد الذخائر المشتراة على معدل استهلاك الطلقات للبنادق السابقة الأقدم والأبطأ إطلاقًا للنار. وما زاد الوضع سوءًا استخدام أساليب الحرب الصربية المعاصرة، التي عززت القوة النارية وقللت من قيمة الاشتباك بالأيدي، ما أدى إلى عدد كبير من الإصابات في معركة نيسكوف فيس دفاعًا عن بيروت (Pirot).

## حالة الجيش البلغاري
أُجبِرت بلغاريا على ملاقاة الخطر الصربي مع نقطتي ضعف هامتين. الأولى، عندما أُعلن التوحيد، سحبت روسيا ضباطها العسكريين، الذين قاموا حتى تلك اللحظة بقيادة كل الوحدات الكبيرة من جيش بلغاريا الشاب. كان الضباط البلغاريون المتبقون ذوي رتب متدنية ولم يملكوا الخبرة في قيادة وحدات أكبر من فصيل (ما أدى إلى تسمية النزاع بحرب النقباء). ثانيًا، بما أن الحكومة البلغارية توقعت هجومًا من الإمبراطورية العثمانية، تموضعت القوات الرئيسية الجيش البلغاري على طول الحدود الجنوبية الغربية. في ظروف بلغاريا عام 1885، كان سيستغرق إعادة انتشارهم 5-6 أيام على الأقل.

## نقاط القوة البلغارية
كانت الروح الوطنية القوية والأخلاق العالية نقطة القوة الأساسية للجيش البلغاري، إضافةً إلى شعور الجنود أنهم كانوا يحاربون لقضية محقة. لم يكن الوضع مماثلًا بالنسبة للصرب. فملكهم أضلّهم في بيانه للجيش الذي أخبر فيه الجنود الصرب أنهم سيرسلون لمساعدة البلغاريين في حربهم ضد تركيا، وفي البداية فوجئ الجنود الصرب عندما اكتشفوا أنهم يحاربون البلغاريين بدلًا عن ذلك.